# お台場バドミントン学園
お台場バドミントン学園は、BSフジにて毎月最終日曜の13:00～13:55に放送されていた、バドミントン専門番組である。2022年3月13日で放送を終了した。

## 概要
バドミントン界のレジェンド、潮田玲子がお送りするバドミントン番組であり、ゲストを迎えた対談やバドミントンのレッスン、日本代表から将来を担うジュニアまでバドミントン情報が満載している番組である。

## 出演者
- 潮田玲子
- 内田嶺衣奈

## 放送時間
毎月最終日曜 13:00 - 13:55

## スタッフ
- 演出：坂詰修
- プロデューサー：蓮沼貴宏（フジテレビスポーツ局）
- 制作協力：エスバクフ
- 制作著作：BSフジ、フジテレビ